# Pentatoma
A Pentatoma a félfedelesszárnyúak (Hemiptera) rendjében a poloskák (Heteroptera) alrendjébe sorolt címerespoloska-alkatúak (Pentatomomorpha) öregcsalád névadó valódi címeres poloskák (Pentatomini) nemzetségének egyik neme.

## Rendszertani felosztása
A fajok elkülönítése meglehetősen nehéz. Egyes taxonómiai rendszerekben (pl. az ITIS-ében a nemet megszüntették; fajait más nemekbe csoportosították át.
A BioLib rendszerében a nemet két fajcsoportra (Mesoliogaster Kiritshenko, 1931, Pentatoma Olivier, 1789) osztják, és ezekbe összesen hét fajt sorolnak:
- Pentatoma angulata (Hsiao & Cheng)
- japán címeres poloska (Pentatoma japonica, Distant, 1882)
- Pentatoma kunmingensis (Xiong Jiang, 1981)
- Pentatoma metallifera (Motschulsky, 1859)
- Pentatoma parataibaiensis (Liu & Zheng, 1995)
- Pentatoma semiannulata (Motschulsky, 1859)
- Pentatoma viridicornuta (He & Zheng, 2006)

Az NCBI rendszerében nincsenek fajcsoportok, viszont tíz fajt különítenek el (közülük egyet még név nélkül):
- Pentatoma angulata
- Pentatoma illuminata
- japán címeres poloska (Pentatoma japonica)
- Pentatoma kunmingensis
- Pentatoma metallifera
- Pentatoma parataibaiensis
- vöröslábú címerespoloska (Pentatoma rufipes)
- Pentatoma semiannulata
- Pentatoma viridicornuta
- Pentatoma sp. 1 RK-2017

## Származása, elterjedése
Egy kivételével minden faja a palearktikum keleti részén él. Magyarországon egy faja ismert:
- vöröslábú címerespoloska (P. rufipes); ez faj a BioLib rendszerében nem szerepel.

## Megjelenése, felépítése
Bronzbarnás teste nagy, tojás alakú. Az előhát vállcsúcsa fülecskeszerűen előreugrik, a pajzs vége narancssárga. A connexivum fekete; rajta a foltok, valamint a csápok alapja és a lábak narancssárgák. A 2. haslemezből induló tövisnyúlvány nagyon rövid, a 3. csípőkig ér. A hímek tövisnyúlványa tompa, a nőstényeké kúp alakú. A középmellen ék alakú kiemelkedés látható.

## Életmódja, élőhelye
Bogyókon és rovarhullákon élnek.